# Katie Chang
Katherine „Katie“ Chang (* 3. Mai 1995 in Chicago, Illinois) ist eine US-amerikanische Schauspielerin koreanischer Abstammung.

## Leben
Ihre erste größere Rolle hatte sie 2013 als Ellen Reeves in der US-Teeniekomödie A Birder's Guide to Everything. Im selben Jahr spielte sie die Hauptrolle des Teenagers Rebecca in Sofia Coppolas Film The Bling Ring. 2015 folgte eine Rolle in dem Film Anesthesia.

## Filmografie
- 2013: A Birder’s Guide to Everything
- 2013: The Bling Ring
- 2015: Anesthesia
- 2017: Cool Girls (The Outcasts)
- 2019: Der Killer in mir (Daniel Isn’t Real)